# Semi-Charmed Life
Semi-Charmed Life è un singolo del gruppo alternative rock statunitense Third Eye Blind, pubblicato nel 1997 ed estratto dal loro album di debutto Third Eye Blind.

## Tracce
1. Semi-Charmed Life
2. Tattoo of the Sun